# Fantasiestücke opus 73 de Schumann
Les Fantasiestücke pour clarinette et piano, opus 73, ont été écrites en 1849 par Robert Schumann. Bien qu'elles aient été conçues à l'origine pour clarinette et piano, Schumann a indiqué que la partie de clarinette pouvait également être exécutée au violon ou au violoncelle.
Fantasiestücke ou Phantasiestücke, est un titre qui tenait à cœur à Robert Schumann, puisqu’ il l’a utilisé pour quatre œuvres :
- Fantasiestücke opus 12, pour piano, 1837 ;
- Fantasiestücke opus 73, pour piano et clarinette (ad.lib violon ou violoncelle), 1849 ;
- Fantasiestücke opus 88, pour piano, violon et violoncelle, 1842 ;
- Trois Fantasiestücke opus 111, pour piano, 1851.
Il  s'est inspiré des Pièces de fantaisie à la manière de Callot d'Ernst Theodor Amadeus Hoffmann  publiées en 1814-1815, tant pour le titre que pour le sens du fantastique sombre propre au célèbre graveur du XVIIe siècle.

## Histoire
Robert Schumann a écrit ces pièces en deux jours seulement, en février 1849. Il les a d'abord intitulées «Soiréestücke» (Pièces de soirée) avant de choisir le titre définitif « Fantasiestücke » (Pièces de fantaisie),, auquel Schumann tenait beaucoup, puisqu'il l'a utilisé pour plusieurs œuvres, notamment son opus 12, composé en 1837. 
Ce titre poétique met en avant la notion romantique fondamentale, selon laquelle l'expression créative est le produit de l'imagination sans limite de l'artiste. En outre, la connotation de « fantaisie » annonce et justifie les changements d'humeur imprévisibles et soudain, « passant de l’ombre à la lumière et de la réflexion intérieure à l’exubérance extravertie ».
Quelques jours après son écriture, une première représentation est donnée en privé par Clara Schumann et le clarinettiste Johann Gottlieb Kotte.
Originellement écrite pour clarinette en la, il existe une transposition pour clarinette en si bémol, afin de rendre ces œuvres de référence du répertoire romantique de la clarinette accessibles au plus grand nombre de clarinettistes possible.

## Structure
La pièce est constituée de trois mouvements qui s'enchaînent sans interruption avec l'indication  « attaca ». 
- Présentation des trois mouvements[6],[1]:

1. Zart mit Ausdruck (Délicat avec expression), en la mineur.
Le début de la pièce est empreint de mélancolie rêveuse, mais la fin exprime résolution et espoir, annonçant le mouvement suivant.
2. Lebhaft, leicht (Vif, léger), en la majeur.
Le rythme est ludique, enjoué et énergique, en la majeur au début, modulation en fa majeur dans la partie centrale, avec des triolets chromatiques établissant un dialogue entre la clarinette et le piano.
3. Rasch mit Feuer (Rapide avec du feu), en la majeur.
La cadence se transforme en une frénésie passionnée débordante d’énergie, à la limite de l’irrationnel. Le mouvement pousse les musiciens à leurs extrèmes limites,  car Schumann indique, sur deux des trois dernières mesures de la coda: « Schneller » (Plus rapide). Le mouvement se termine de façon exubérante et triomphale.

## Discographie sélective
- Ophélie Gaillard,  «Robert Schumann (1810 1856). Phantasiestücke» - Ophélie Gaillard (violoncelle), Olivier Peyrebrune (piano), Éric Speller (hautbois), 2006. (Ambroisie, AMB 9903).
- Nash Ensemble , Fantasiestücke, Op. 73.2011, Richard Hosford (clarinette) et Ian Brown (piano) ( Hyperion Records , réf : CDA67923). Présentation PDF .